# Daniel (film 1913)
Daniel è un cortometraggio muto del 1913 diretto da Fred Thomson (Frederick A. Thomson).

## Produzione
Il film fu prodotto dalla Vitagraph Company of America con il titolo di lavorazione Daniel in the Lion's Den.

## Distribuzione
Distribuito dalla General Film Company, il film - un cortometraggio in due bobine - uscì nelle sale cinematografiche statunitensi l'8 novembre 1913.
Non si conoscono copie ancora esistenti della pellicola che viene considerata presumibilmente perduta.